# 中村萬壽
中村 萬壽（なかむら まんじゅ、1955年（昭和30年）4月26日 - ）は、歌舞伎役者。屋号は萬屋。定紋は桐蝶、替紋は蔓片喰。

## 人物
東京都出身。慶應義塾幼稚舎、慶應義塾普通部、慶應義塾高等学校卒業。慶應義塾大学文学部国文学科中退。早世した歌舞伎役者四代目中村時蔵の長男で、現代の歌舞伎界における立女形の1人。七代目尾上菊五郎の女房役など、菊五郎劇団の舞台で数多くの役を務める。
国立劇場養成事業の歌舞伎俳優研修の講師を2007年より務めており、現在は主任講師である。
2024年6月、歌舞伎座「山姥」で、43年に渡って名乗った「中村時蔵」の名跡を長男・四代目中村梅枝（現在の六代目時蔵）へ譲り、自身は初代中村 萬壽へ改名した。
趣味は陶芸。

## 年譜
- 1960年〈昭和35年〉4月、歌舞伎座『八重桐廓噺』（嫗山姥）の童ほかで三代目中村梅枝を襲名し初舞台。
- 1962年1月28日、父・四代目中村時蔵が34歳の若さで死去。三代目梅枝は、僅か7歳で後ろ盾を失う。
- 1971年〈昭和46年〉10月、歌舞伎座「三代目中村時蔵十三回忌追善 十月特別興行」より、叔父・中村錦之助（のち萬屋錦之介）を筆頭にした、三代目時蔵の息子・孫らが新設した屋号「萬屋」を名乗り舞台で披露。当時16歳の三代目梅枝は、『紅葉狩』侍女野菊 及び『偲草蝶面影』遊女おかる 及び『三代目時蔵追善・「萬屋」改名披露口上』に出演[8][9][10]。

（※屋号「播磨屋」→「萬屋」の改名事情は、萬屋錦之介ページの『屋号「萬屋」の節』を参照のこと）
- 1981年〈昭和56年〉6月、歌舞伎座『妹背山婦女庭訓』（妹背山）のお三輪ほかで五代目中村時蔵を襲名し名題昇進。
- 2024年〈令和6年〉6月、歌舞伎座公演で43年間名乗った「五代目中村時蔵」から初代中村 萬壽へ改名[11]。

## 親族
二代目中村錦之助は実弟。叔父に初代中村獅童、萬屋錦之介、中村嘉葎雄。従兄弟に五代目中村歌六、三代目中村又五郎、二代目中村獅童がいる。子に六代目中村時蔵と中村萬太郎、また孫が2人いる（五代目中村梅枝、萬太郎の長女）。

## テレビ
- 花の吉原 雪の旅（1984年1月3日、TBS） - 沢村伊之助役　※小山内美江子脚本・石井ふく子プロデューサー

## 受賞歴
- 1972年（昭和47年） 国立劇場特別賞
- 1979年（昭和54年）重要無形文化財（総合認定）に認定され、伝統歌舞伎保存会会員となる[12]。
- 1986年（昭和61年） 国立劇場優秀賞
- 1990年（平成2年） 松竹社長賞
- 1992年（平成4年） 歌舞伎座賞
- 1994年（平成6年） 松尾芸能賞優秀賞、松竹会長賞
- 1996年（平成8年） 真山青果賞奨励賞
- 2008年（平成20年） 日本芸術院賞
- 2010年（平成22年） 紫綬褒章[13]
- 2011年（平成23年） 国立劇場優秀賞[14]
- 2024年（令和6年）松尾芸能賞大賞[15]

## 当たり役
- 『八重桐廓噺』（嫗山姥）の八重桐
- 『妹背山婦女庭訓』（妹背山）のお三輪
- 『新皿屋舗月雨暈』（魚屋宗五郎）の女房おはま
- 『彦山権現誓助剱』（毛谷村）のお園
- 『花街模様薊色縫』（十六夜清心）の十六夜
- 『雪夕暮入谷畦道』（直侍と三千歳）の三千歳